# Јован Булајић
Јован Булајић (Београд, 19. август 1932 — новембар 2023) био је српски глумац, редитељ, романсијер и драматичар. За собом је оставио значајна књижевна остварења.

## Биографија
Јован Булајић је као дете био заточен у немачком логору Шталаг Це у Другом светском рату, након што му је мајка убијена, када се нашао на улици Босанске Градишке, где су га покупили Немци после Априлског рата и заједно са покореном српском војском, депортован је у немачке логоре. Пред крај рата, Црвени крст га је вратио у Југославију.
Средњу школу је похађао у Љубљани, дипломирао је на Високој филмској школи у Загребу, а живео је и радио у Панчеву, Зрењанину, Ужицу, Косовској Митровици, Мостару и Београду.

## Каријера
Професионалне ангажмане имао је у Народном позоришту Зрењанин,  Народном позоришту Ужице,  Народном позоришту Мостар итд
Јован Булајић је остао познат по представама које су биле прожете оригиналношћу и иновативним решењима која су пленила публику.
Био је покретач Слободног театра 72 у Ужицу.
Као директор и редитељ Ужичког позоришта, донео је гледалишту јединствену представу „Ломача”, сачињену од текстова знаменитих писаца и песника који су посебно позвани на сарадњу – да се многогласјем дочара вековна трагична судбина српског народа. Поменута представа постављена је и на Краљевачком стратишту стрељанима 14. октобра када се ова трагедија догодила.
Од 1963. до 1966. године је у Народном позоришту Приштина (српска сцена) режирао представе: Ујка Вања, Лицем у лице, Ожалошћена породица, Икуцка прича, Покондирена тиква, Тартиф, Случај друга Копривице, Мадам Сан-Жен.              Јован Булајић је објављивао у књижевним и позоришним часописима.
Остварио је велики број позоришних режија у Београду, Бањалуци, Мостару, Подгорици, Софији, Приштини, Зрењанину, Ужицу, Крушевцу, Јагодини, Пожаревцу, Смедеревској Паланци, Новој Вароши, Краљеву.  
У Малом позоришту „Душко Радовић" је режирао Ловчеву причу Стевана Пешића и своју ауторску представу Руке, лутке и Јанко. 
Његова књижевна и позоришна дела су:
- „Смјехом за лелеком” (трилогија),
- „Вир”,
- „Пир”,
- „Жиг”,
- „Дилема, има ли бога или нема”,
- „Маштаријум”,
- „Медовина”,
- „Играчка плачка”,
- „Родна година”,
- „Станарско право”,
- „Чајанка код чука Јанка”,
- „Добро море, капетане” и друга. [2]

Његови драмски текстови извођени су у Београду, Осијеку, Вировитици, Нишу, Ужицу, Краљеву.